# پالونیاییان
پالونیاییان (نام علمی: Paulowniaceae) نام یک تیره از راستهٔ نعناسانان است.
سرده‌های آن عبارتند از:
- Brandisia
- پالونیا
- Wightia